# 朱显松
朱显松，中华人民共和国政治人物、外交官。1985年，接替孙志诚担任中华人民共和国驻贝宁大使。1988年，由祝有容接任。